# Факти та коментарі
«Факти і коментарі»  — всеукраїнська суспільно-політична, видається з серпня 1997 року. До січня 2018 року «Факти» виходили п'ять разів на тиждень, крім неділі та понеділка, з 2018 року — в форматі тижневика.
Головний редактор і власник — Олександр Швець. До червня 2016 року видання належало EastOne Group.
До 2022 року видавали російською мовою.Не видається з початку повномасштабного російського вторгнення на територію України. Останній номер вийшов 24 лютого 2022 (номер 7 24 лютого-2 березня)

## Історія
Газета почала друкуватися в серпні 1997 року.
За даними TNS за 2006 і 2009 роки, «Факти і коментарі» займали друге місце серед щоденних видань. У 2010 році видання стало лідером сегменту «Видання загального інтересу», аудиторія одного номера «Фактів» сягала понад 1 300 000 чоловік.
У 2009 році газета через фінансову кризу була змушена закрити власну дистриб'юторську мережу.
Навесні 2015 року внаслідок економічної кризи, спровокованої війною на сході України, редакція була змушена на третину скоротити творчий колектив.
У червні 2016 року «EastOne Group» продав «Факти і коментарі» генеральному директору і головному редактору видання Олександру Швецю.
З січня 2018 року «Факти і коментарі» виходять у форматі тижневика.
Разом з тим вебпортал газети перейшов на цілодобове висвітлення подій в Україні й світі.